# Santor
Santor  (Barangay ng Santor)  es un barrio del municipio filipino de Bongabón, situado en la parte central de la isla de Luzón. Forma parte del Tercer Distrito Electoral de la provincia de Nueva Écija situada en la Región Administrativa de Luzón Central, también denominada Región III.

## Geografía
Situado en la carretera que comunica Palayán con Gabaldón de Nueva Écija.

"...SANTOR: SIT. en los 124" 55' 20" long. 15° 34 30" lat., en terr. montuoso próximo á la orilla derecha de un rio á que da nombre, el cual va á desaguar en el de Bomgaboug que corre al N. O. de este pueblo, cuyo clima es bastante sano y templado...."

"...Su TERM. confina  por N., después de su visita Boñgaboug, con el de Pantabangan, cuyo pueblo dista unas 6 leg.:por S. E. con el de Cabanatuan, cab. de la prov. y distante unas 5 ½i leg.: por N. O. con el de San José á unas 8 leg. y por E. con el mar..."
Manuel Buzeta y Felipe Bravo, Tomo II, SAN-423-SAP. 

Hasta la ocupación estadounidense de Filipinas era el único municipio costero de la provincia.

## Demografía
A mediados del siglo XIX, año de 1845,  contaba con 1.447 almas, de las cuales 418 contribuían.
Cuenta hoy con una población de 5.911 habitantes, siendo el segundo barrio con más población del municipio.

## Historia

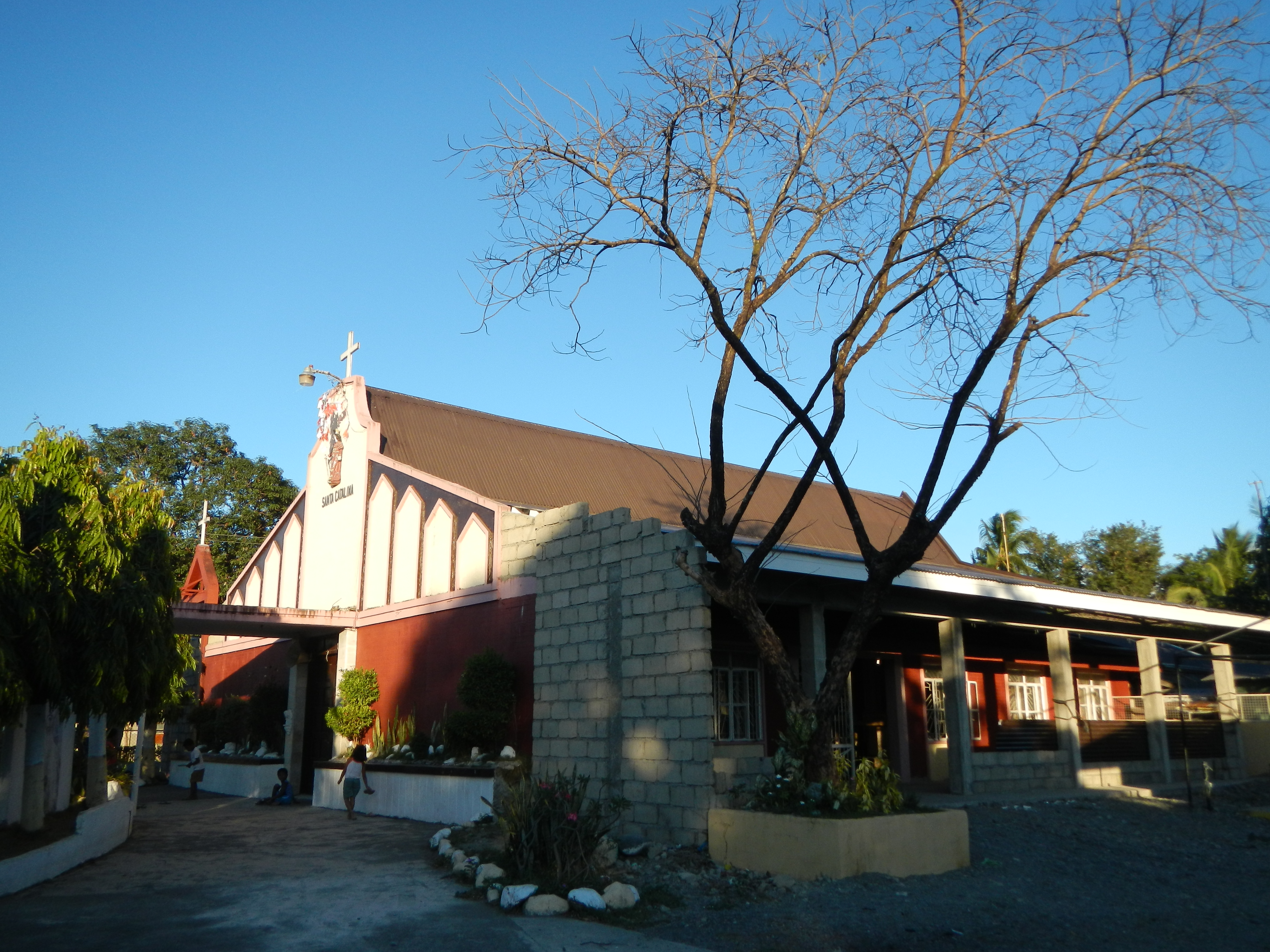
Santa Catalina.

Los misioneros agustinos que predicaban el catolicismo en la Pampanga  siguieron el Río Grande de la Pampanga para establecerse en Santol el año 1659.
A mediados del siglo XIX era un pueblo con cura y gobernadorcillo perteneciente a la provincia de Nueva Écija y dependiente espiritualmente del arzobispado de Manila:

"... Tiene 212 casas, la parroquial, la de comunidad, una iglesia parroquial servida
por un cura regular, una escuela y un cementerio fuera de la población..."
Manuel Buzeta y Felipe Bravo.